# Devina (potok)
Devína je desni pritok Polskave iz vzhodnega Pohorja. Potok se začenja brez izrazitega izvira na pašniku na blagem pobočju pod cesto med Šmartnim na Pohorju in Smrečnim in teče po gozdnati, neposeljeni grapi proti jugovzhodu. V tem delu se s pobočij na obeh straneh stekajo vanjo številne kratke grape, tik nad vasjo Devina pa se dolina odpre v širno Dravsko polje. Od tod naprej teče potok po široki naplavni ravnici vse do izliva v Polskavo. Edini nekoliko večji pritok je Šentovski potok z leve strani, ki se ji pridruži malo nad nekdanjo glavno cesto Celje–Maribor.
Po mnenju jezikoslovcev izhaja ime potoka iz občnega imena dĕva (mlada, a že odrasla ženska). V zvezi z imenom potoka je zanimivo razmišljanje etnologa Zmaga Šmitka, da bi lahko bilo to ime v povezavi s Kresnikovo sestro/ženo Devo, ko se je s skokom rešila iz ujetništva kačje kraljice. Mitološko osnovo tukajšnje lokacije naj bi kazalo tudi skupno pojavljanje imen Devina in levega pritoka Šentovec (Šentovski potok) ter Zlodjev mlin ob Devini.
Na jožefinskem vojaškem zemljevidu (1763–1787) je ime potoka zapisano v obliki Devina Bach, na nekoliko mlajšem franciscejskem zemljevidu (1806–1869) se potok imenuje Divino Bach. 
Ker teče potok po dveh različnih pokrajinah, se v zgornjem toku povsem razlikuje od spodnjega, tako po značilnostih struge kot po človekovih posegih. V pohorski grapi je potok ohranjen v naravnem stanju in teče po živoskalni podlagi ter lastnih prodnih naplavinah in skoraj ves čas po gozdu. Nasprotno je v spodnjem toku močno spremenjen in teče po ozki regulirani strugi, speljani drugače kot je tekel nekoč, pred regulacijami. Pod vasjo Devina in komercialno cesto Dunaj–Trst je potok takrat pritekel v močvirno pokrajino Čret, kjer je bilo več ribnikov, v gozdu pod vasjo Leskovec se je celo razcepil na več rokavov. Niže je tekel po mokrotnih travnikih proti vzhodu in se severno od vasi Sestrže izlival v potok Črnec (Tschernez Bach), ta pa nekoliko niže v Polskavo. Danes teče do štajerske avtoceste še po rahlo vijugavi strugi, gosto obraščeni z grmičjem, pod avtocesto pa je struga spremenjena v umetni kanal in je le tu in tam obraščena z obvodnim rastlinjem. V tem delu se vanjo stekajo številni plitvi osuševalni jarki. Tik pred izlivom se ob velikem pretoku del vode odvaja v umetno Sestrško jezero, glavna struga pa se nadaljuje vzdolž nasipa in konča v Polskavi. Ves ta svet je bil v preteklosti obsežno poplavno območje, široko poplavljeno skoraj vsako leto in izkoriščeno zgolj za mokrotne travnike. Poleg tega, da so tudi po Devini zelo hitro pritekle poplavne vode s Pohorja, so te odtekale še počasneje, saj je njihov tok oviralo močno nasipanje Polskave.
Z obsežnimi melioracijami v letih 1976−1986 so povsem spremenili tudi dolinsko dno ob Devini, kjer zdaj njivske površine marsikje segajo prav do bregov potoka. Zaradi tega ob močnih padavinah voda z njiv odteka površinsko neposredno v potok in ga obremenjuje s finim plavjem ter fitofarmacevtskimi sredstvi. Bolj poraščene brežine bi zmanjšale površinsko odtekanje, hkrati pa bi obvodno rastlinje potok varovalo pred neposrednim Sončevim sevanjem ter vsestransko koristilo življenju v vodi in ob njej.